# Coll Sud de Subenuix
El Coll Sud de Subenuix és una collada que es troba en el terme municipal d'Espot, a la comarca del Pallars Sobirà, i dins del Parc Nacional d'Aigüestortes i Estany de Sant Maurici.
«El nom pot referir-se a l'important pontarró pel qual el camí ral del Portarró travessa el riu de Subenuix (del basc zubi, pont i -uix, referint-se a les diverses parts i zones d'aquesta vall)».
El coll està situat a 2.777,6 metres d'altitud, entre el Pic Inferior de Subenuix al nord i el Pic de Subenuix al sud; comunica la Coma dels Pescadors (O) i la Vall de Subenuix (E).

## Rutes[3]
- L'opció occidental, per la Coma dels Pescadors, inicia el seu tram final a l'extrem septentrional del més septentrional dels dos Estanys dels Gavatxos.
- La variant oriental, per la Vall de Subenuix, resseguix el tàlveg de la vall, passa per l'Estany de Subenuix i l'Estany Xic de Subenuix fins a arribar a la latitud de la collada, on remunta cap a l'oest.